# Rolf Münzner

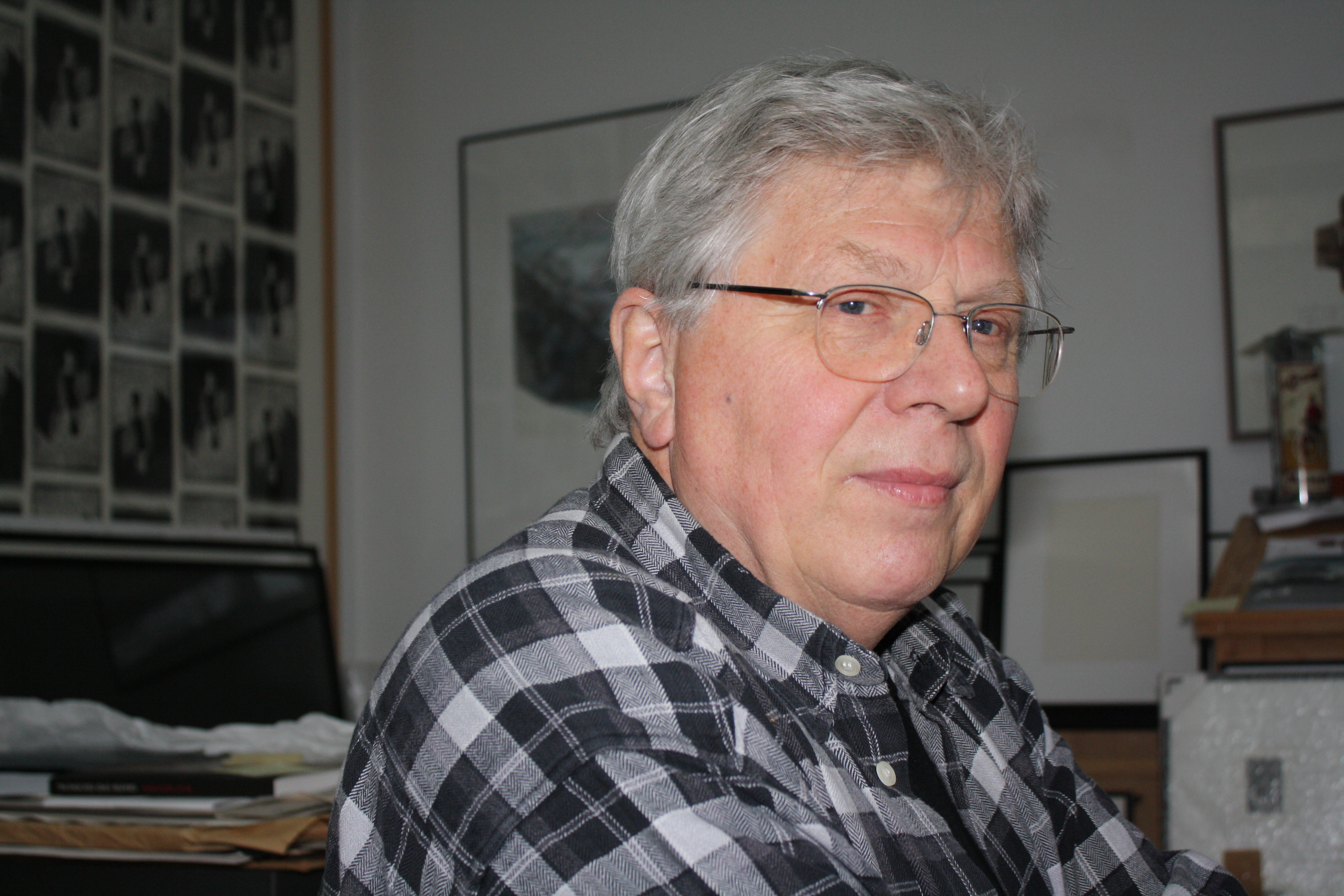
Rolf Münzner (2011)

Rolf Münzner (* 3. Januar 1942 in Geringswalde, Sachsen) ist ein deutscher Künstler (Zeichnung, Lithografie, Grafik, Illustration).

## Leben und Werk
Münzner absolvierte nach der Grundschule von 1956 bis 1959 eine Lehre als Maschinenschlosser. Von 1960 bis 1962 leistete er den für die Erlangung eines Studienplatzes in der Regel obligatorischen freiwilligen Dienst bei der NVA. Daneben besuchte er sporadisch in Leipzig die künstlerische Abendakademie.
Von 1962 bis 1967 studierte Münzner bei Gerhard Kurt Müller, Fritz Fröhlich und Hans Mayer-Foreyt an der Hochschule für Grafik und Buchkunst Leipzig (HGB) Grafik und Illustration. Danach arbeitete er bis 1969 in Leipzig freischaffend als Gebrauchsgrafiker. Von 1969 bis 1972 war er in der Druckwerkstatt Horst Arloths an der HGB Leipzig Aspirant bei Albert Kapr und Rolf Kuhrt. Von 1973 bis 1990 hatte er einen Lehrauftrag für Aktzeichnen und Einführung in die Illustration. 1989/1990 war er künstlerischer Leiter der Druckwerkstatt. Von 1992 bis 2005 war er Professor für Grafik.
Münzner war bis 1990 Mitglied des Verbands Bildender Künstler der DDR und dort von 1974 bis 1983 Mitglied der Zentralen Sektionsleitung Malerei/Grafik und der Zentralen Grafikgruppe. Er hatte in der DDR und im Ausland eine bedeutende Zahl von Einzelausstellungen und Ausstellungsbeteiligungen, u. a. von 1972 bis 1988 an der VII. bis X. Kunstausstellung der DDR in Dresden.
Rolf Münzner lebt in Geithain.

## Museen und öffentliche Sammlungen mit Werken Münzners (unvollständig)
- Altenburg/Thür.: Lindenau-Museum
- Berlin: Kunstsammlung des Deutschen Bundestages
- Chemnitz: Kunstsammlung der Wismut GmbH
- Dresden: Sächsischer Kunstfonds[1]
- Gera: Otto-Dix-Haus

## Werke (Auswahl)

### Buchillustrationen
- Victor Hugo: Hernani. Drama; Insel-Verlag, Leipzig (Insel-Bücherei Nr. 868), 1968
- Tomasso Landolfi: Unmögliche Geschichten; Rütten & Loening Berlin, 1969
- Heinrich Mann: Eine Liebesgeschichte. Aufbau-Verlag, Berlin und Weimar, 1971 (sechs Federzeichnungen)

- Alexander Blok: Die Zwölf; Verlag Philipp Reclam jun. Leipzig, 1977 (auch als Vorzugsausgabe mit beiliegender Original-Schablithographie)
- Jonathan Swift: Betrachtungen über einen Besenstiel. Satiren; Eulenspiegel Verlag, Berlin, 1984

### Grafikzyklen

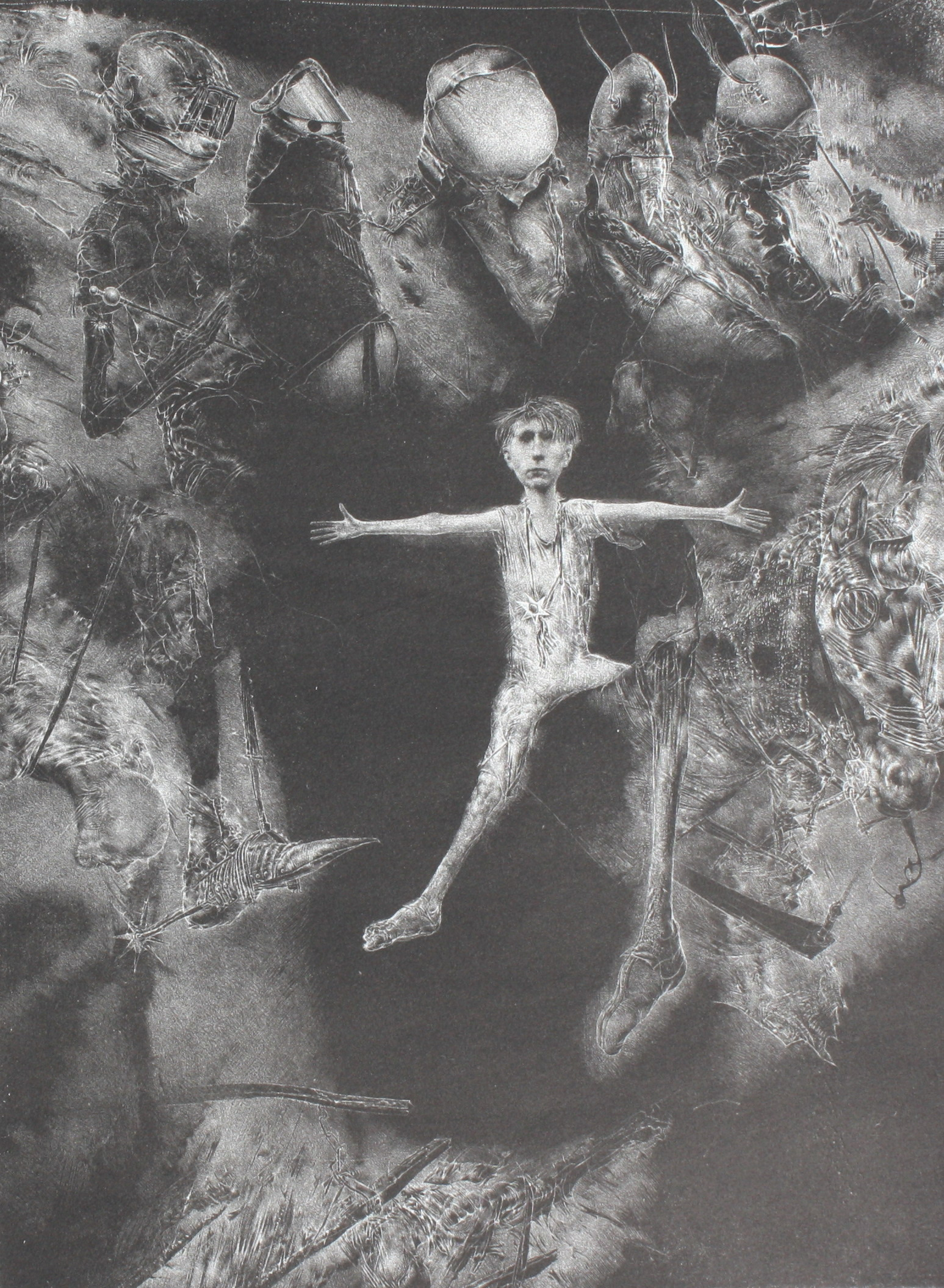
Rolf Münzner, Der Knabe und die Macht (1991). Schablithographie zu Simplicius Simplicissimus

- Heinrich Mann: Empfang bei der Welt (1970–73)
- Michail Bulgakow: Der Meister und Margarita (1977), Schablithografien (Asphaltschabtechnik), Mappe mit acht Arbeiten auf festem Bütten, herausgegeben von der eikon Grafik-Presse im Verlag der Kunst Dresden und der Galerie am Sachsenplatz in Leipzig, gedruckt von Horst Arloth[2]
- Für Majakowski (1978)
- Radballspiel (1978)
- Johann Wolfgang von Goethe: Die neue Melusine, Erzählung aus Wilhelm Meisters Wanderjahre (1980)
- Die alte Singer (1981)
- Der Waffenschmied (1983)
- Für Senefelder (1984)
- Ausstieg (1989)
- Das Narrenkarussell (1991)
- Simplicius (1991), Schablithographien und Radierungen auf Hahnemühle-Bütten, Mappe mit sechs Arbeiten zu Simplicius Simplicissimus, erschienen im Reclam-Verlag Leipzig[2]

## Ehrungen (Auswahl)
- 1976: Preis der Intergrafik Berlin
- 1977: Silbermedaille der Internationalen Buchkunst-Ausstellung iba in Leipzig
- 1977: 2. Preis der Graphica creativa Jyväskylä
- 1980: Sonderpreis der Grafik-Biennale Kraków
- 1980: Preis der Deutschen Internationalen Grafik-Triennale Frechen
- 1983: Kunstpreis der DDR
- 1984: Sonderpreis der Grafik-Biennale Bradford
- 1986: Hauptpreis der Grafik-Biennale Kraków
- 1986: Kunstpreis des FDGB
- 1989: Goldmedaille der Biennale Fredrikstad
- 1994: Preis der Triennale Chamalières
- 1995: Hans-Meid-Preis

## Ausstellungen (unvollständig)
- 1970: Museum der bildenden Künste Leipzig (Kabinett)
- 1979: Galerie Arkade, Berlin (Katalog)
- 1980: Zentralinstitut für Kernforschung Rossendorf bei Dresden
- 1982: Galerie Oben, Karl-Marx-Stadt (Katalog); Museum der Bildenden Künste Leipzig (mit M. Morgner)
- 1987: Lindenau-Museum, Altenburg (Katalog u. Werkverzeichnis)
- 1989: Galerie Maurer, Bern
- 1990: Galerie Nickel-Zadow, Nürnberg
- 1992: Museum der Bildenden Künste Leipzig (Katalog)
- 1996: Lindenau-Museum, Altenburg Das Grafische Werk (Katalog mit Werkverzeichnis)
- 1997: A.-Paul-Weber-Museum, Ratzeburg
- 2000: DAVIDSON-GALLERIES, Seattle (USA); Schloss Moritzburg (Zeitz)
- 2002: Galerie Jürgensen, Oetjendorf
- 2004: Künstlerhaus Hohenossig (bei Leipzig)
- 2005: Universität Tübingen; Galerie Weise, Chemnitz
- 2006: Lippische Landesbibliothek, Detmold
- 2007: Kunstverein Coburg; Galerie am Sachsenplatz, Leipzig
- 2008: Museum der Bildenden Künste Leipzig (mit Karl-Georg Hirsch und Zettl)
- 2011: Burg Polsterstein, Ronneburg
- 2012: Galerie am Sachsenplatz, Leipzig
- 2015: Gellert-Museum, Hainichen